# Stani Bergheim
Stani Bergheim (* 18. August 1984 in Krasnaja Gorka, heute Stadtteil von Grigoriopol, Republik Moldau als Stanislaus Bergheim) ist ein ehemaliger deutscher Fußballspieler moldauischer Abstammung. Bis zum Sommer 2013 stand er beim Zweitligisten VfR Aalen unter Vertrag.

## Werdegang
Im Alter von acht Jahren kam Bergheim aus der Republik Moldau nach Deutschland und wuchs fortan in Ellwangen auf. In der Jugend spielte Bergheim für den TSV 1846 Ellwangen und den FC Röhlingen 1948. Zudem kam er auch in der Auswahlmannschaft des Württembergischen Fußballverbands zum Einsatz. Im Erwachsenenbereich spielte der 1,82 m große Stürmer bis 2005 für Normannia Gmünd.
Über Stationen beim Bonner SC und der zweiten Mannschaft des Karlsruher SC gelangte er 2008 zum 1. FC Heidenheim, mit dem er 2009 Meister der Regionalliga Süd wurde und in die 3. Liga aufstieg. Er konnte sich jedoch in Heidenheim nicht durchsetzen und kehrte zu Beginn der Saison 2009/10 zum Oberligisten Normannia Gmünd zurück.
Im Sommer 2011 absolvierte er ein Probetraining beim Drittligisten VfR Aalen. Da der Verein aber für seine Profimannschaft statt eines Stürmers lieber einen Linksverteidiger verpflichten wollte, wechselte Bergheim zunächst zur in der Verbandsliga spielenden zweiten Mannschaft des VfR, um sich über diese durch gute Leistungen für die Profimannschaft zu empfehlen. So rückte er nach fünf Spielen, in denen er vier Tore erzielte, in den Kader der ersten Mannschaft auf und gab schließlich am 10. September 2011 sein Profiliga-Debüt, als er im Spiel gegen den 1. FC Saarbrücken in der 68. Minute für Martin Dausch eingewechselt wurde. Drei Spieltage später stand er erstmals in der Startelf. Obwohl er zwar meistens ein- oder ausgewechselt wurde, bekam Bergheim relativ viel Einsatzzeit und kam somit in seiner ersten Saison auf 23 Einsätze, davon 15 von Beginn an. Am Ende der Saison erreichte er mit der Mannschaft den zweiten Tabellenplatz und stieg in die 2. Bundesliga auf. In seinem zweiten Jahr in Aalen gehörte er wieder hauptsächlich der – mittlerweile in die Landesliga abgestiegenen – Reserve des VfR an, die er mit 21 Saisontoren zum Wiederaufstieg in die Verbandsliga führte und zudem Torschützenkönig wurde. In der 2. Bundesliga kam Bergheim nur zwei Mal zum Einsatz, jeweils gegen den SV Sandhausen: Während er im Hinspiel lediglich in der Schlussphase eingewechselt worden war, stand er im Rückspiel sogar in der Startaufstellung, wurde dann allerdings in der 74. Minute ausgewechselt.
Nach dem Auslaufen seines Vertrages mit den Aalenern im Sommer 2013 beendete Bergheim seine Profikarriere. Er schloss sich daraufhin zur Saison 2013/14 dem Landesligisten TSV Essingen an, den er mit 32 Toren zum Aufstieg in die Verbandsliga schoss. Nach sechs Jahren in Essingen wechselte er im Sommer 2019 zum Oberligisten TSV Ilshofen, bei dem er als spielender Co-Trainer fungierte. 2020 kehrte er schließlich nach Karlsruhe zurück und spielte noch ein Jahr lang beim Oberligisten 1. FC Bruchsal, ehe er seine Spielerkarriere beendete.

### Erfolge
- Aufstieg in die 2. Bundesliga: 2012 mit dem VfR Aalen
- Aufstieg in die 3. Liga: 2009 mit dem 1. FC Heidenheim

## Privates
Bergheim ist seit 2009 verheiratet und hat zwei Kinder. Parallel zu seiner Aktivität als Profifußballer absolvierte er ein Studium der Ingenieurspädagogik.
2013 ließ Stanislaus Bergheim seinen Vornamen offiziell in seinen üblichen Rufnamen Stani ändern.